# 三橋博巳
三橋 博巳（みつはし ひろみ、1942年 - ）は、日本の建築学者。日本大学教授、日本建築衛生管理教育センター会長、日本不動産学会会長、資産評価政策学会会長などを歴任した。

## 経歴
1966年日本大学理工学部建築学科卒業。1968年日本大学大学院理工学研究科修士課程修了。1994年日本大学博士（工学）。日本大学理工学部建築学科教授を経て、2000年日本雪氷学会理事。2003年日本建築学会総務理事。2006年日本環境共生学会副会長、日本不動産学会副会長。2008年日本不動産学会会長、地域マネジメント学会副会長。2009年資産評価政策学会会長。2013年マンションライフ継続支援協会代表理事。2019年日本建築衛生管理教育センター会長。エコチューニング推進センター長なども歴任した。

## 主著
- 『不動産学辞典』共著、日本不動産学会編、住宅新報社、2002年。
- 『都市建築のビジョン』共著、日本建築学会編、日本建築学会、2006年。
- 『ECOシティ』共著、中央経済社、2010年。